# U-208
Unterseeboot 208 foi um submarino alemão do Tipo VIIC, pertencente a Kriegsmarine que atuou durante a Segunda Guerra Mundial.

## Comandantes
| Comandante             | Data                                       |
| ---------------------- | ------------------------------------------ |
| Oblt. Alfred Schlieper | 5 de julho de 1941 - 7 de dezembro de 1941 |

## Subordinação
Durante o seu tempo de serviço, esteve subordinado às seguintes flotilhas:
| Período                                       | Flotilha                                  |
| --------------------------------------------- | ----------------------------------------- |
| 5 de julho de 1941 - 31 de agosto de 1941     | 5. Unterseebootsflottille (treinamento)   |
| 1 de setembro de 1941 - 7 de dezembro de 1941 | 1. Unterseebootsflottille (serviço ativo) |

## Operações conjuntas de ataque
O U-208 participou das seguinte operações de ataque combinado durante a sua carreira:
- Rudeltaktik Mordbrenner (16 de outubro de 1941 - 2 de novembro de 1941)